# سميرة الرايف
سميرة الرايف عداءة ألعاب قوى مغربية، ولدت يوم 4 أبريل 1974 بالدار البيضاء، و هي متخصصة في سباق الماراثون.

## سيرتها الرياضية
اختصت سميرة الرايف في سباق الماراثون في خاتمة مسيرتها الرياضية بعد ممارستها في لأصناف ال 1500 متر و ال 3000 متر موانع و العدو الريفي. أهم إنجازاتها هي المرتبة 73 في ماراثون الألعاب الأولمبية 2012 و المرتبة 29 في بطولة العالم للعدو الريفي 1998 بمراكش.

## إنجازاتها
| المنافسة                  | السنة | المسابقة     | التوقيت | الرتبة |
| ------------------------- | ----- | ------------ | ------- | ------ |
| ألعاب أولمبية صيفية       | 2012  | الماراثون    | 2:38:31 | 73     |
| بطولة العالم للعدو الريفي | 1998  | العدو الريفي | 13:17   | 29     |
| بطولة العالم لألعاب القوى | 1997  | 1500 متر     | 4:19.54 | 10     |
| ساو باولو                 | 2013  | ماراثون      | 2:38.23 | 1      |

## أرقام شخصية
| المسابقة  | الرقم   | المكان    | السنة |
| --------- | ------- | --------- | ----- |
| الماراثون | 2:33:51 | هونغ كونغ | 2011  |

## وصلات خارجية
- مقالة حول فوز العداءة المغربية سمير الرايف بماراثون ساو باولو